# S100A2
S100A2‏ (S100 calcium binding protein A2) هوَ بروتين يُشَفر بواسطة جين S100A2 في الإنسان.